# Carl-Heinz Dieckmann
Carl-Heinz Dieckmann (* 16. November 1923 in Hain, Kreis Borna; † 7. Juni 2006 in Weimar) war ein deutscher Komponist, Dirigent, Musikdirektor und Dozent für Orchester- und Chordirigieren an der Hochschule für Musik Franz Liszt Weimar.

## Leben
Nach seinem Abitur 1942 studierte er bis 1946 Dirigieren und Komposition an der Musikhochschule Leipzig sowie an der Hochschule für Musik Franz Liszt Weimar (u. a. bei Hermann Abendroth). Von 1956 bis 1958 lernte er als Meisterschüler an der Deutschen Akademie der Künste zu Berlin bei Ottmar Gerster. Seit 1946 arbeitete er als Kapellmeister, Solorepetitor sowie Musikdirektor am Deutschen Nationaltheater Weimar und an anderen namhaften Konzerthäusern Thüringens (Jena, Mühlhausen und Rudolstadt).
Von 1953 bis 1960 war er als Dozent am Konservatorium in Weimar tätig und von 1960 bis 1966 als Musikredakteur beim Radio DDR, Sender Leipzig und als Tonregisseur am Rundfunksender Weimar. In den Jahren 1966 bis 1991 arbeitete er als Dozent für Orchester- und Chordirigieren an der Hochschule für Musik Franz Liszt Weimar. Seit Gründung des Verbandes der Komponisten und Musikwissenschaftler der DDR gehörte er dem Vorstand des Bezirksverband Thüringens an. Seit 1968 war er Mitglied des Zentralvorstandes.

## Werk (Auswahl)
Zu seinen Werken zählen neben der Chormusik auch sinfonische Werke, Ballett- und Kammermusik, Kantaten und Sololieder. Zur Einweihung der Mahn- und Gedenkstätte Buchenwald 1958 komponierte er das Buchenwald-Poem (für Soli, gemischten Chor und Orchester).

### Orchesterwerke
- Dramatisches Ballet „Wetterleuchten“, 1950
- Kreuzberger Ulrike, Ballett in 5 Bildern, 1957
- Buchenwald-Poem, 1958
- Kantate „Spartakus lebt“, 1959
- Sinfonisches Poem für Orchester „In memoriam Wilhelm Pieck“, 1961
- Karl-Marx-Kantate, 1967/68
- Kantate zum 20. Jahrestag der Gründung der DDR „Licht unserer Tage – Glück unserer Zukunft“, 1969

### Vokalmusik
- Goethelieder, 1949
- Chansons nach Texten von Joachim Ringelnatz, 1965
- Lieder für Pionierchor, 1966/67

## Auszeichnungen
- Verdienstmedaille der DDR
- Johannes-R.-Becher-Medaille in Silber